# Jan Prosiński
Jan Prosiński (ur. 18 marca 1984 w Warszawie) – aktor filmowy i teatralny, operator filmowy. W 2008 ukończył studia na Wydziale Operatorskim Państwowej Wyższej Szkoły Filmowej, Telewizyjnej i Teatralnej w Łodzi. Na ekranie debiutował w 1993 roku, rolą Aniołka w serialu Jacek. Jest synem operatora Jacka Prosińskiego.

## Filmografia

### Operator filmowy
- 2011 – Wszystko płynie
- 2009 – Roznosiciele radości
- 2009 – Dziewczyny
- 2008 – Karolcia
- 2008 – Łódź od świtu do nocy
- 2008 – Sztuka w kratkę
- 2008 – Ptaki nieloty
- 2007 – Krupka 0,5
- 2005–2007 – Codzienna 2 m. 3
- 2004 – Linia

### Reżyser
- 2005 – Szpada
- 2004 – Linia

### Scenarzysta
- 2005 – Szpada
- 2004 – Linia

### Seriale
- 1999–2004 – Na dobre i na złe jako Paweł Walicki
- 1998 – Gwiezdny pirat jako Staś „Spryciarz”
- 1998–2001 – Złotopolscy jako Maciek, brat Ewy
- 1993 – Jacek jako aniołek

## Teatr
- 1997 – Piękno (w reżyserii Izabelli Cywińskiej) jako przyjaciel Pieti
- 1997 – W poszukiwaniu zgubionego buta (w reżyserii Izabelli Cywińskiej) jako Piotrek